# El Corral, Mexiko
El Corral är en ort i Mexiko.   Den ligger i kommunen Mazatlán Villa de Flores och delstaten Oaxaca, i den sydöstra delen av landet, 280 km sydost om huvudstaden Mexico City. El Corral ligger 1 373 meter över havet och antalet invånare är 247.
Terrängen runt El Corral är huvudsakligen bergig, men norrut är den kuperad. Runt El Corral är det ganska tätbefolkat, med 52 invånare per kvadratkilometer. Närmaste större samhälle är Huautla de Jiménez, 13,2 km norr om El Corral. I omgivningarna runt El Corral växer huvudsakligen savannskog.